# Rivela (Coles)
Rivela (llamada oficialmente San Xillao de Ribela) es una parroquia y un lugar del municipio español de Coles, en la provincia de Orense, Galicia.

## Toponimia
La parroquia también es conocida por los nombres de San Julián de Rivela  y San Xulián de Rivela.

## Organización territorial
La parroquia está formada por diez entidades de población:

### Entidad de población
Entidad de población que forma parte de la parroquia:
- Carballeda
- Eirexa (A Eirexa)
- Malvedo (O Malvedo)
- Outeiro de Ribela (Outeiro)
- Prados
- Reguenga (A Reguenga)
- Ribela
- Sé (A Sé)
- Vilanova de Ribela (Vilanova)

### Despoblado
Despoblado que forma parte de la parroquia:
- Covas

## Demografía

### Parroquia
| Gráfica de evolución demográfica de Rivela (parroquia) entre 2000 y 2022 |
|                                                                          |
| Datos según el nomenclátor publicado por el INE.                         |

### Lugar
| Gráfica de evolución demográfica de Ribela (lugar) entre 2000 y 2022 |
|                                                                      |
| Datos según el nomenclátor publicado por el INE.                     |